# VuurWerk Internet
VuurWerk Internet was een webhosting provider, een bedrijf dat domeinnamen registreert voor haar klanten en ervoor zorgt dat websites van haar klanten bereikbaar zijn via internet.

## Historie

### 1996: Oprichting
VuurWerk werd op 1 januari 1996 opgericht door Bo de Visser, Roger Heykoop en Sander Schippers. Heykoop en Schippers waren op dat moment nog werkzaam bij respectievelijk Planet Internet en de provider Dataplace. Als lokkertje plaatste VuurWerk Internet, toen gevestigd in Haarlem, het telefoonboek van PTT Telecom (het toenmalige KPN) op het internet onder de naam 'Webtel'. Dit werd al snel opgepikt door Francisco van Jole van de Daily Planet, een rubriek van Planet Internet. Een rechtszaak volgde waarin VuurWerk werd veroordeeld tot het stoppen met het publiceren van de telefoongegevens en het betalen van ƒ 25.000,- (€ 11.344,-) aan KPN. Het bedrijf Vuurwerk had echter inmiddels heel veel publiciteit gekregen. Het bedrijf besloot zich te richten op het registreren van domeinnamen en op internet plaatsen van websites. PTT zou later dat jaar overigens zelf de telefoongegevens online brengen.

### 1996 tot 1999: Snelle groei
In de periode tot 1999 groeide VuurWerk Internet in rap tempo uit tot de grootste webhostingprovider van de Benelux, met op haar hoogtepunt een marktaandeel van ruim 12% op het gebied van .nl-domeinnaamregistraties. Van de oorspronkelijke 3 oprichters groeide het bedrijf uit tot ongeveer 25 medewerkers in 1999. Buiten de zakelijke webhostingwereld is de naam VuurWerk Internet desondanks nooit erg bekend geworden, dit in tegenstelling tot providers als XS4all en Planet Internet die hun bekendheid ook ontleenden aan het bieden van internettoegang aan particulieren.
Het bedrijf was altijd zeer maatschappelijk betrokken en heeft meegewerkt aan meerdere maatschappelijke, soms controversiële initiatieven zoals het door voormalig medewerker Ronald Eissens opgezette Meldpunt Discriminatie Internet.
Een ander initiatief was een systeem genaamd domein.vuurwerk.nl wat iedere week een van de hoofdnameservers van SIDNL uitlas en hierdoor een beeld kreeg van de groei van hostingproviders. Dit systeem gaf VuurWerk Internet een nauwkeurig inzicht in de groei op de markt. Na publicatie van het systeem op internet kon de hele branche zien wie de 'grootste' en 'snelstgroeiende' providers waren op domeinnaamregistratie gebied. Dit systeem droeg later bij aan de verkoop van diverse grote webhostingproviders aangezien voor iedereen duidelijk was hoe de zaken er voor stonden. Dit verstomde ook diverse marketingtrucs van collega providers die niet meer konden roepen dat zij de grootste waren.
Het bedrijf ontwikkelde de meeste van zijn automatisering zelf, wat het lastig maakte voor andere providers om soortgelijke diensten te bieden. Een zelf ontwikkeld technisch administratiesysteem zorgde bijvoorbeeld voor een semi-automatisering van de nameservers en de domeinaanvragen.
Door de snelle groei had men kennelijk moeite met het vinden van geschikt personeel, wat de reden was waardoor vele vrienden, kennissen en familie van de drie oprichters werkzaam waren bij het bedrijf. Dit zorgde voor een informele sfeer wat zijn voor- maar zeker ook zijn nadelen had.

### 1999: Verkoop aan Versatel
In mei 1999 verkochten Heykoop, Schippers en de Visser hun bedrijf aan Versatel voor een bedrag van naar verluidt 45 miljoen gulden (ongeveer 20 miljoen euro). 15 miljoen gulden (7 miljoen euro) hiervan was in de vorm van een zogenaamde earn-out, die na het behalen van bepaalde targets uitgekeerd zou worden. Het bedrag is -erg ongewoon voor de tijd- niet in aandelen maar cash betaald door Versatel. Volgens geruchten waren de twee biedende partijen voor VuurWerk Internet Versatel en Enertel, die tegen elkaar werden uitgespeeld.

### 2000: Vertrek oude directie
Begin januari stapten De Visser en Schippers op. De Visser was de binding met VuurWerk kwijt en Schippers zat tegen een burn-out aan na enkele maanden algemeen directeur te zijn geweest. Beiden lieten een earn-out van ongeveer 2 miljoen euro per persoon liggen bij hun vertrek. Heykoop zag zich gedwongen om te onderhandelen met Versatel en wist een earn out van 1 miljoen gulden te cashen door nog een half jaar aan te blijven. Ondertussen groeide het bedrijf snel in omvang onder leiding van de in 1999 aangenomen manager verkoop Jos Herni. Van een platte organisatie met 35 man personeel werd het een meerlaagse organisatie met ruim 80 mensen in dienst eind 2000. Begin 2000 verhuisde VuurWerk daarom van de locatie aan de Gedempte Oude Gracht in Haarlem naar het Haarlemse ICT Centrum aan de Richard Hol Kade. Hierdoor ging een hoop sfeer verloren maar kreeg het bedrijf wel meer mogelijkheden om verder te groeien.
Versatel groeide zelf ook erg snel en liet VuurWerk weliswaar met rust, maar door het wegvallen van de oude directie miste het bedrijf hierdoor visie en richting.

### 2001: Na de dotcom crash
Door medische problemen is directeur Herni een tijd uit de running. Hij werd in 2002 door Mike Hannan afgelost die op zijn beurt weer door Rik Lelieveld werd vervangen. VuurWerk Internet verzorgde in 2001 de streaming video voor Big Brother van Endemol, maar raakte ondertussen snel marktaandeel kwijt. Twee jaar na de overname groeide de personele bezetting tot ongeveer 100, dit aantal nam na de dotcom crash echter snel af, evenals de groei van VuurWerk Internet. Het bedrijf profiteerde echter nog steeds van de groei die het eind jaren negentig heeft doorgemaakt. Ondanks de geringe aanwas behoorde het nog steeds tot de grootste webhostingproviders van Nederland.

### 2002-2003: Rechtszaken
De relatie tussen Versatel enerzijds en VuurWerk oprichters Heykoop en de Visser anderzijds verslechterde snel nadat een afspraak over het mogen aanbieden van diensten aan Versatel alvorens ze in de markt te zetten ('right of first refusal') door Mike Hannan in de wind werd geslagen door te weigeren zaken te doen met InterLAB, de nieuwe onderneming van de Visser en Heykoop. De onderlinge verhoudingen waren al gespannen nadat Hannan de introductie van een door Heykoop ontwikkeld softwarepakket dat de interne automatisering op het gebied van verkoop, administratie en domeinnaamregistratie moest verzorgen saboteerde. Heykoop heeft vervolgens bedongen dat InterLAB wel betaald kreeg voor het werk maar Versatel de software niet mocht gebruiken.
De Visser en Heykoop hebben in 2002 met succes diverse rechtszaken tegen Versatel gevoerd vanwege het concurrentiebeding wat de twee hadden. Hierdoor werd het concurrentiebeding minder dan drie jaar na de verkoop van hun bedrijf niet meer van toepassing.

### 2004: Integratie binnen Versatel
Versatel maakte VuurWerk Internet geheel onderdeel van haar eigen organisatie.